# Saint-Aubin (Jura)
Saint-Aubin ist eine französische Gemeinde mit 1855 Einwohnern (Stand 1. Januar 2022) im Département Jura in der Region Bourgogne-Franche-Comté. Sie gehört zum Arrondissement Dole und zum Kanton Tavaux. Saint-Aubin ist ein Mitglied im Gemeindeverband Grand Dole.

## Geographie
Die Gemeinde liegt rund 15 Kilometer südwestlich der Arrondissements-Hauptstadt Dole an der Grenze zum Département Côte-d’Or. Sie grenzt:
- im Norden an Aumur,
- im Nordosten an Abergement-la-Ronce,
- im Osten an Tavaux und Champdivers,
- im Südosten an Peseux,
- im Süden an Saint-Loup,
- im Südwesten an Tichey und Montagny-lès-Seurre (Dép. Côte-d’Or),
- im Westen an Franxault (Dép. Côte-d’Or).

Der Fluss Sablonne, eine Eisenbahnlinie und die Départementsstraße D468 durchqueren das Gemeindegebiet.

## Bevölkerungsentwicklung
| Jahr                       | 1962 | 1968 | 1975 | 1982 | 1990 | 1999 | 2008 | 2018 |
| -------------------------- | ---- | ---- | ---- | ---- | ---- | ---- | ---- | ---- |
| Einwohner                  | 1353 | 1471 | 1557 | 1544 | 1520 | 1539 | 1737 | 1801 |
| Quellen: Cassini und INSEE |      |      |      |      |      |      |      |      |

## Sehenswürdigkeiten
- Kirche Saint-Aubin aus dem 19. Jahrhundert, Monument historique[1]

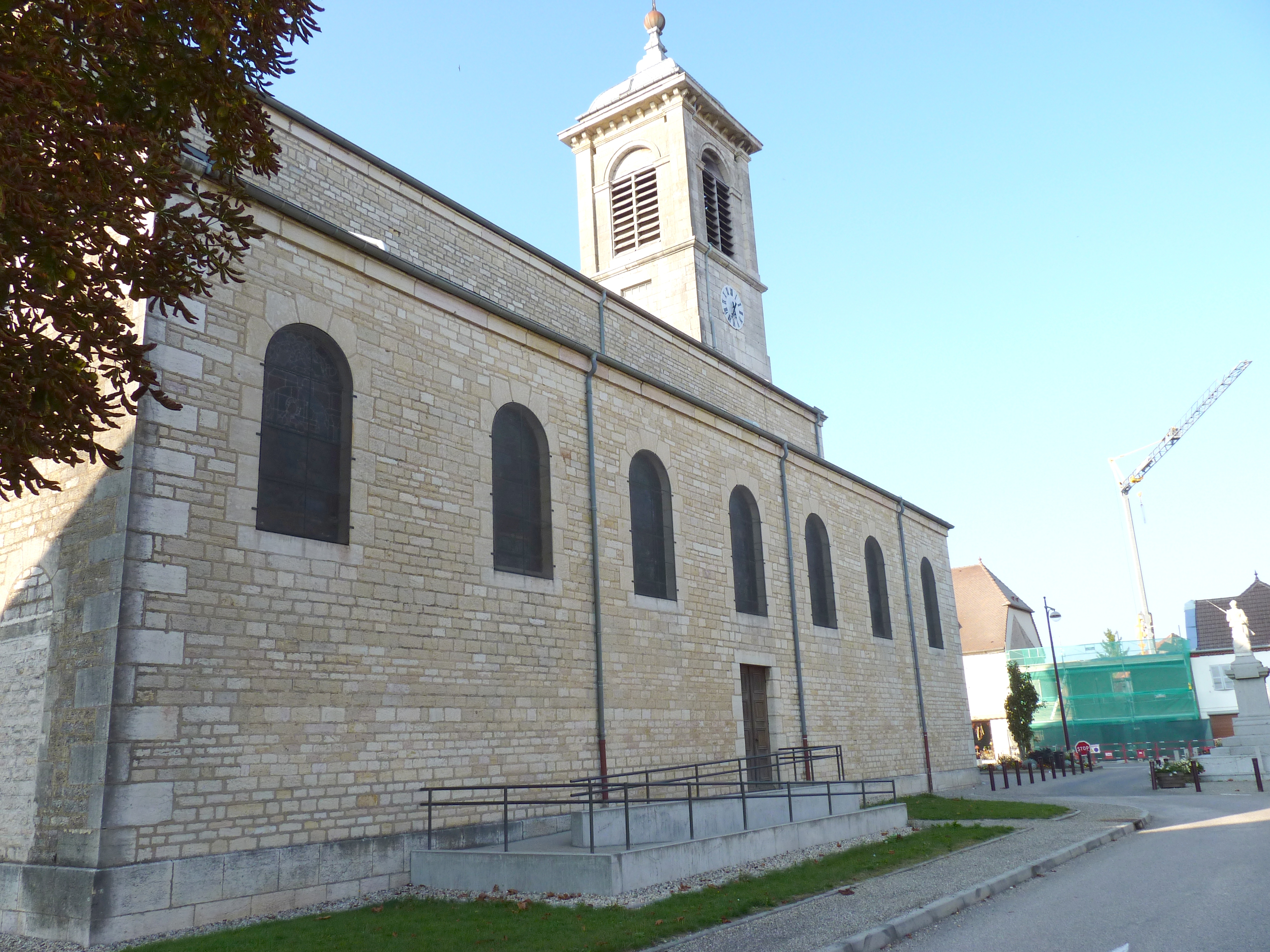
Kirche Saint-Aubin